# Yuri Shiratori
Yuri Shiratori (白鳥 由里 Shiratori Yuri?,  nacida en la Prefectura de Kanagawa, 20 de agosto de 1968) es una seiyū japonesa y cantante de J-pop que ha presentado varios álbumes como solista. Ella trabaja para 81 Produce, hasta 2004 trabajó con Arts Vision.

## Roles interpretados

### Anime
- Princesa Charlotte en Berserk.
- Metatron en Angel Sanctuary.
- Hatoko Kobayashi en Angelic Layer.
- Angelique en Angelique.
- Aki Mizutani en Boys Be.
- Chirudo en Chō Mashin Eiyūden Wataru.
- Bibin en Fushigiboshi no Futago Hime Gyu!
- Aiko Nonohara en Hime-chan no Ribbon.
- Elda Marker en Karin.
- Mei Narusegawa en Love Hina.
- Mokona y Primera en Magic Knight Rayearth.
- Emiri Kimidori en Suzumiya Haruhi no Yūutsu.
- Ririsu en Megami Paradise.
- Mocchi en Monster Rancher..
- Sayo Aisaka en Mahō Sensei Negima.
- Alice Sakaguchi en Please Save My Earth.
- Narcia y Kai en Popolocrois.
- Lilie en Princesa Tutu.
- Nanami Kiryū en Shōjo Kakumei Utena.
- Tsubame en Rurouni Kenshin.
- Cherry en Saber Marionette.
- Maria Robotnik en Sonic X.
- Yukina en Yū Yū Hakusho.
- Yukime en Nube el Maestro del Infierno.
- Remi en Kouryu Densetsu Villgust (OVA).
- Meru-Su en Sorcerer on the Rocks (OVA).

### Videojuegos
- Rena Hirose (紘瀬玲名) en Ace Combat 3: Electrosphere [2][3]
- Narcia y Kai en Popolocrois Monogatari II.
- Maria Robotnik en Sonic Adventure 2 .
- Aqua Centolm en Super Robot Taisen MX.
- Shiho en Valkyrie Profile y Valkyrie Profile: Lenneth.
- Kaori Yanase en Variable Geo.

### Películas
- Manaphy en Pokémon Ranger y el Templo del Mar.

### Doblajes
- Anastasia Romanov en Anastasia.